# Gallotia bravoana
El lagarto gigante de La Gomera (Gallotia bravoana) es una especie de lagarto endémica de la isla de La Gomera, en las islas Canarias. Pertenece al género Gallotia, endémico del archipiélago canario. Está en peligro de extinción por lo reducido de su distribución geográfica y por factores como la presión humana, el ataque de gatos, etc.
Recibe el nombre de bravoana en honor al paleontólogo y geólogo canario Telesforo Bravo.
De este lagarto solo se tenía constancia por los fósiles encontrados que nos daban la idea de que en el pasado estaba muy repartido por toda la isla, exceptuando sus zonas más frías y de mayor umbría por las brumas producidas por los vientos alisios.
El lagarto se creía extinguido hasta que un equipo de zoólogos de la Universidad de La Laguna redescubrieron el "gigante colombino" en junio de 1999 en el Risco de la Merica en Valle Gran Rey. Indagaciones posteriores con vecinos de la zona apuntaron que D. Manuel Gámez, un vecino de Valle Gran Rey, lo había visto a mediados del s. XX. Desde entonces se ha intentado recuperar la especie mediante la cría en cautividad siguiendo el modelo que se utilizó en la isla de El Hierro para recuperar el Lagarto gigante de El Hierro. El futuro de la especie es mucho más esperanzador que hace unos años.
Se encuentra en fase de elaboración el Plan de Recuperación, se le ha otorgado un Proyecto Life Naturaleza para ayudar a la recuperación de la especie, en el cual participan la Unión Europea, el Gobierno de Canarias, el Excmo. Cabildo Insular de La Gomera y el Ilustre Ayuntamiento de Valle Gran Rey.

## Descripción
Tienen una cabeza robusta, pero en general su cuerpo no es tan recio como el del lagarto gigante de El Hierro (G. simonyi). Su coloración es pardo-negruzca, con una serie de ocelos azules en cada costado. La región gular y submaxilar es de un notable color blanco, y la parte inferior de las patas y el vientre blanquecinos. Miden 20 cm cabeza-cuerpo y pesan 100 g, pero pueden alcanzar los 50 cm y 300 g. Antes de la llegada del hombre a la isla eran significativamente más grandes.

## Comportamiento
Sus costumbres son muy poco conocidas, pero se ha observado que su periodo de actividad es diurno.

### Dieta
Su dieta se compone fundamentalmente de vegetales, pero también puede alimentarse de invertebrados y carroña.

### Reproducción
El celo tiene lugar en mayo y junio, y los machos pueden recorrer grandes distancias en busca de hembras. Tres o cuatro semanas desde de la cópula tiene lugar la puesta, y a los dos meses nacen las crías con 55 mm cabeza-cuerpo y 3 o 4 g de peso. Las crías alcanzan la madurez a los 32-54 meses de edad; hoy en día en libertad no superan los 15 años de vida.

## Hábitat
El hábitat es, obviamente, el paisaje típico de La Gomera (terreno volcánico, muy rocoso, malpaíses), pero con vegetación de matorral xerófilo y con una altitud idónea de no más de 250 m (por lo cual el lagarto se establece en acantilados comúnmente).
Actualmente la población superviviente se encuentra en un risco, el Risco de la Mérica, a 600 m.